# FitGirl Repacks
FitGirl Repacks是分发盗版电子游戏的网站。FitGirl Repacks将游戏进行大幅压缩，以便更有效地下载和共享，因此以“重新包装”游戏而闻名。FitGirl Repacks被TorrentFreak列为2020年“最受欢迎的10个Torrent网站”名单中排名第九及在2021年排名第六。
FitGirl Repacks并不是破解游戏，而是使用现有的游戏安装程序或盗版游戏文件（例如来自Warez scene），并将其重新包装成明显更小的下载大小。仅限于Microsoft Windows平台重新包装的游戏都是通过网盘和BitTorrent进行分发。有关新游戏版本的下载指南和信息会发布在FitGirl Repacks網誌网站和三个torrent目录网站上，如1337x、RuTor和Tapochek。FitGirl Repacks总部位于拉脫維亞。
FitGirl Repacks使用的吉祥物是法国女演员奧黛莉·朵杜在2001年电影《天使愛美麗》中的形象。

## 历史
2012年，该团队开始为个人使用压缩游戏文件。当他们发现盗版网站上的公共重新包装的游戏比他们重新包装的游戏更小时，他们决定学习如何优化自己的压缩技巧。当时重新包装的游戏既原始又缓慢，但他们很快取得了改进并开始每天重新包装游戏。在他们意识到他们重新包装的游戏比现有的游戏更加优秀后，他们决定开始分享《幾何戰爭3：維度》在俄罗斯追踪器上重新包装的版本。随后又发布更多重新包装的游戏并取得成功。